# 日進駅 (愛知県)
日進駅（にっしんえき）は、愛知県日進市栄2丁目にある、名鉄豊田線の鉄道駅である。駅番号はTT06。

## 歴史
計画時の仮称は折戸駅であった。
- 1979年（昭和54年）7月29日 - 開業。
- 2002年（平成14年）3月 - 車いす対応エレベーター設置。
- 2003年（平成15年）10月1日 - トランパス使用開始。
- 2011年（平成23年）2月11日 - ICカード乗車券「manaca」供用開始。
- 2012年（平成24年）2月29日 - トランパス供用終了。
- 2023年（令和5年）7月1日 - 特殊勤務駅となる[2]。

## 駅構造
相対式2面2線ホームの高架駅である。豊田線の途中駅では唯一の駅員配置駅（特殊勤務駅）となっている。
駅員配置時間は7:30～12:00と13:00～20:00である。2023年（令和5年）6月30日までは終日駅員が配置されていた。

### のりば
| 番線 | 路線      | 方向 | 行先                     |
| ---- | --------- | ---- | ------------------------ |
| 1    | TT 豊田線 | 下り | 豊田市ゆき               |
| 2    | TT 豊田線 | 上り | 赤池・伏見・上小田井方面 |

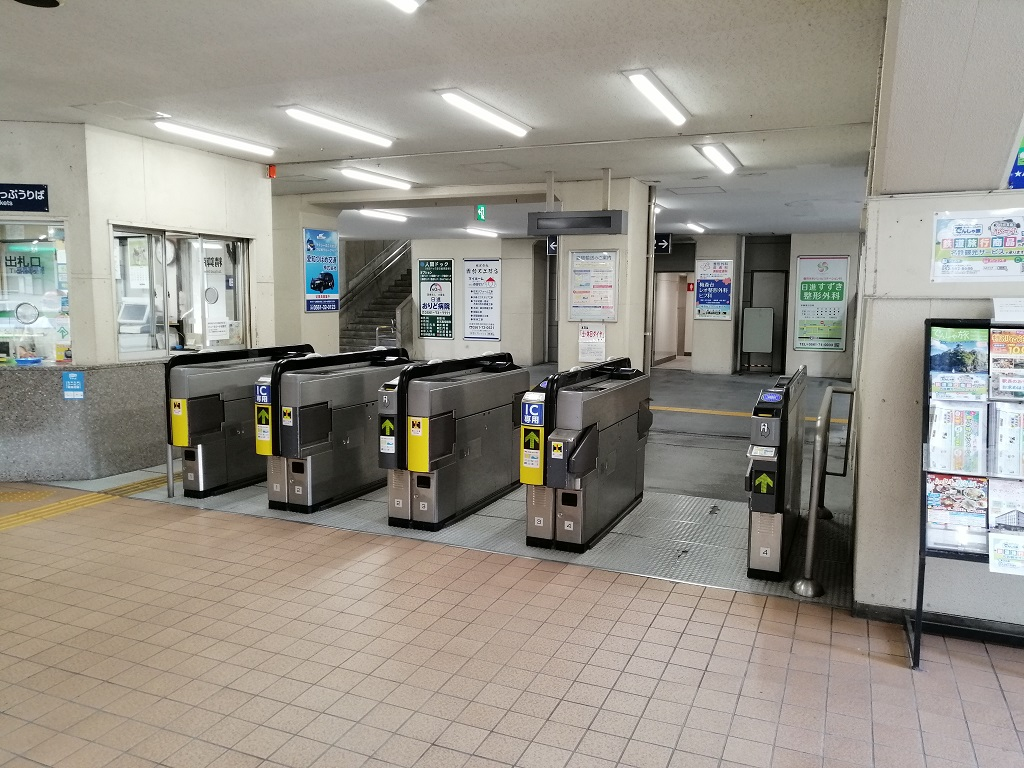
改札口
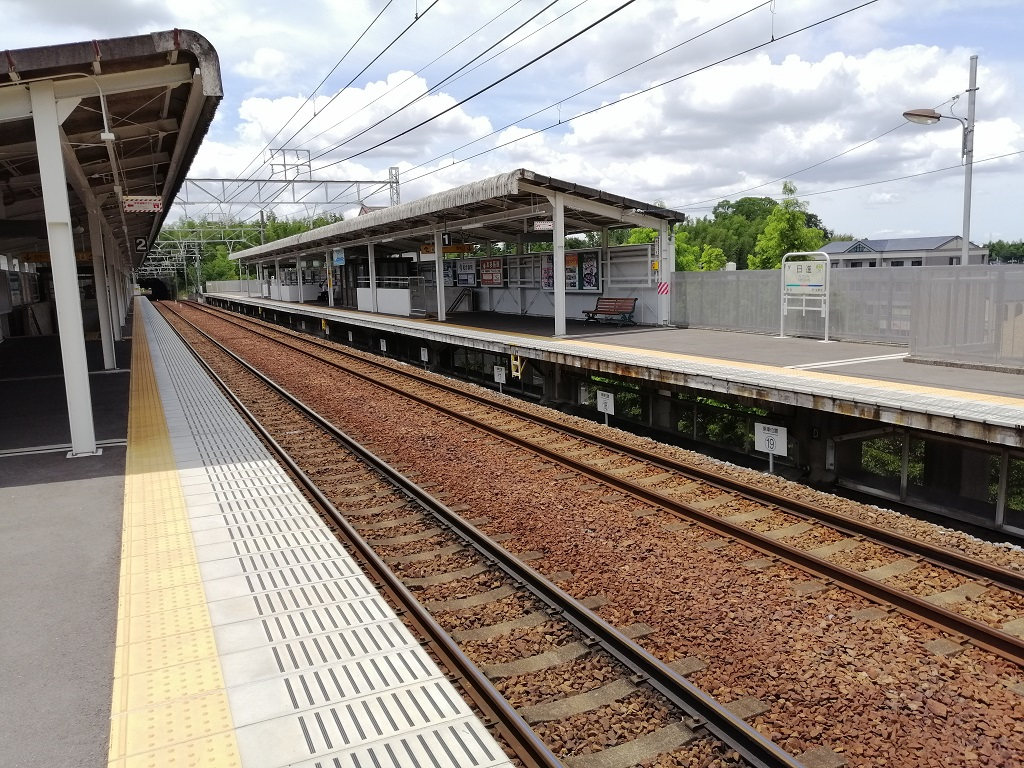
ホーム
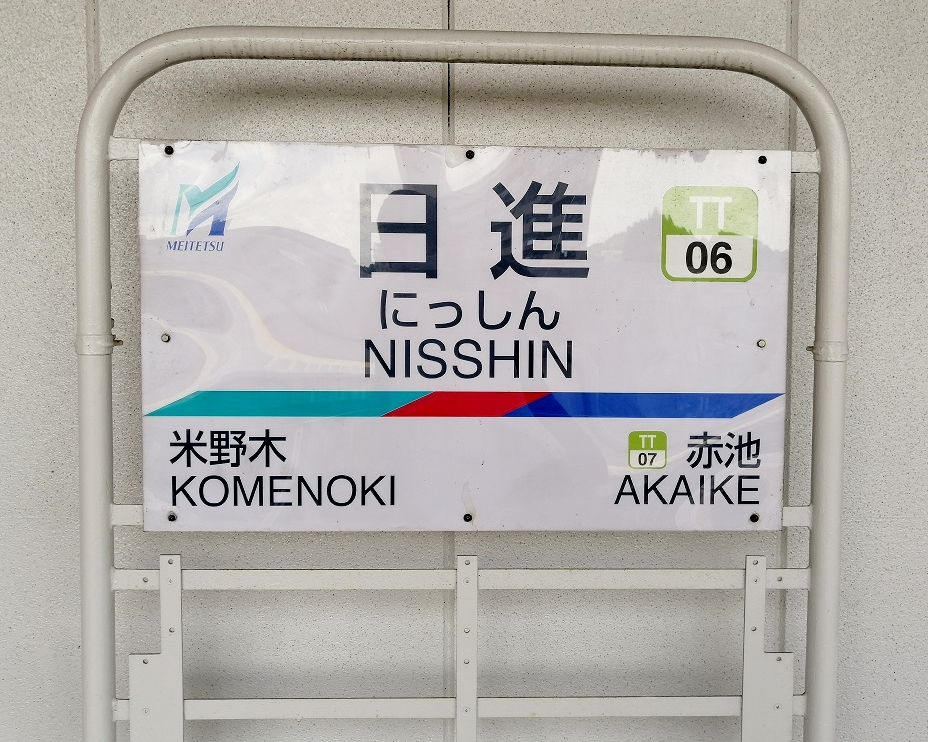
駅名標

### 配線図
| ← 赤池駅   | 日進駅 構内配線略図 | → 豊田市方面 |
| 凡例 出典: |                     |              |

## 利用状況
- 『移動等円滑化取組報告書』によると、2020年度の1日平均乗降人員は7,832人である[6]。
- 『名鉄120年：近20年のあゆみ』によると2013年度当時の1日平均乗降人員は10,007人であり、この値は名鉄全駅（275駅）中37位、 豊田線（8駅）中1位であった[7]。
- 『名古屋鉄道百年史』によると1992年度当時の1日平均乗降人員は8,000人であり、この値は岐阜市内線均一運賃区間内各駅（岐阜市内線・田神線・美濃町線徹明町駅 - 琴塚駅間）を除く名鉄全駅（342駅）中57位、 豊田線（8駅）中1位であった[8]。

『愛知県統計年鑑』各号および日進市オープンデータポータルサイト等によると、乗車人員の推移は以下の通りである。
| 年                 | 年間乗車人員 | 年間乗車人員 | 一日平均 乗車人員 | 一日平均 乗降人員 | 備考         |
| 年                 | 総数         | 定期         | 一日平均 乗車人員 | 一日平均 乗降人員 | 備考         |
| ------------------ | ------------ | ------------ | ----------------- | ----------------- | ------------ |
| 1979（昭和54）年度 | 648708       | 353940       | 2726              |                   | [ 9 ]        |
| 1980（昭和55）年度 | 1132679      | 763260       | 3132              |                   | [ 10 ]       |
| 1981（昭和56）年度 | 1189354      | 859740       | 3291              |                   | [ 11 ]       |
| 1982（昭和57）年度 | 1173493      | 845460       | 3248              |                   | [ 12 ]       |
| 1983（昭和58）年度 | 1186590      | 862830       | 3282              |                   | [ 13 ]       |
| 1984（昭和59）年度 | 1166160      | 852600       | 3227              |                   | [ 14 ]       |
| 1985（昭和60）年度 | 1172042      | 866820       | 3244              |                   | [ 15 ]       |
| 1986（昭和61）年度 | 1174965      | 874260       | 3253              |                   | [ 16 ]       |
| 1987（昭和62）年度 | 1171026      | 866400       | 3239              |                   | [ 17 ]       |
| 1988（昭和63）年度 | 1190678      | 869520       | 3295              |                   | [ 18 ]       |
| 1989（平成元）年度 | 1299812      | 938850       | 3597              |                   | [ 19 ]       |
| 1990（平成02）年度 | 1351400      | 984810       | 3740              |                   | [ 20 ]       |
| 1991（平成03）年度 | 1440840      | 1046550      | 3984              |                   | [ 21 ]       |
| 1992（平成04）年度 | 1453786      | 1048800      | 4023              | 8000              | [ 22 ] [ 8 ] |
| 1993（平成05）年度 | 1475441      | 1060920      | 4083              |                   | [ 23 ]       |
| 1994（平成06）年度 | 1567726      | 1124340      | 4338              |                   | [ 24 ]       |
| 1995（平成07）年度 | 1729131      | 1229010      | 4780              |                   | [ 25 ]       |
| 1996（平成08）年度 | 1735174      | 1232610      | 4801              |                   | [ 26 ]       |
| 1997（平成09）年度 | 1749538      | 1226220      | 4840              |                   | [ 27 ]       |
| 1998（平成10）年度 | 1750858      | 1204440      | 4843              |                   | [ 28 ]       |
| 1999（平成11）年度 | 1745943      | 1190370      | 4825              |                   | [ 29 ]       |
| 2000（平成12）年度 | 1725949      | 1177920      | 4773              |                   | [ 30 ]       |
| 2001（平成13）年度 | 1698637      | 1144890      | 4697              |                   | [ 31 ]       |
| 2002（平成14）年度 | 1675342      | 1111440      | 4632              |                   | [ 32 ]       |
| 2003（平成15）年度 | 1662931      | 1094220      | 4594              |                   | [ 33 ]       |
| 2004（平成16）年度 | 1696456      | 1091250      | 4689              |                   | [ 34 ]       |
| 2005（平成17）年度 | 1684099      | 1070640      | 4655              |                   | [ 35 ]       |
| 2006（平成18）年度 | 1712073      | 1082010      | 4732              |                   | [ 36 ]       |
| 2007（平成19）年度 | 1738638      | 1074570      | 4799              |                   | [ 37 ]       |
| 2008（平成20）年度 | 1752216      | 1086840      | 4842              |                   | [ 38 ]       |
| 2009（平成21）年度 | 1718912      | 1093950      | 4751              |                   | [ 39 ]       |
| 2010（平成22）年度 | 1752645      | 1116690      | 4844              |                   | [ 40 ]       |
| 2011（平成23）年度 | 1734362      |              |                   | 9584              | [ 41 ]       |
| 2012（平成24）年度 | 1749196      |              |                   | 9700              | [ 41 ]       |
| 2013（平成25）年度 | 1804362      |              |                   | 10007             | [ 41 ] [ 7 ] |
| 2014（平成26）年度 | 1802155      |              |                   | 9992              | [ 41 ]       |
| 2015（平成27）年度 | 1844716      |              |                   | 10223             | [ 41 ]       |
| 2016（平成28）年度 | 1828761      |              |                   | 10150             | [ 41 ]       |
| 2017（平成29）年度 | 1859026      |              |                   | 10323             | [ 41 ]       |
| 2018（平成30）年度 | 1896064      |              |                   | 10521             | [ 41 ]       |
| 2019（令和元）年度 | 1881221      |              |                   | 10422             | [ 41 ]       |
| 2020（令和02）年度 |              |              |                   | 7832              | [ 6 ]        |

日進市は名古屋市のベッドタウンであることから、朝のラッシュ時には都心方面へ向かう乗客によって混雑する。名古屋市内へ向かう際に同駅を利用すると西隣の赤池駅において豊田線と地下鉄鶴舞線をまたぐことで運賃が割高となり、また赤池駅を境に運行本数の格差もあるため、市内南西部に住む人の多くは同駅よりも赤池駅を利用する傾向がある。しかし2000年代に入り、駅周辺のマンション開発が急激に進んだことから利用客は増加傾向にある。

## 駅周辺
日進市南部に位置する交通ターミナルであり、駅周辺は、商業地域と中低層住宅地域が混在している。駅の西には愛知県道57号瀬戸大府東海線が走る。県道を南へ進むと、すぐに東郷町となる。
2013年（平成25年）10月に日進市自転車等の放置の防止に関する条例の一部を改正する条例および同条例施行規則の一部を改正する規則が公布され、2014年（平成26年）2月1日から自転車等放置禁止区域内（赤池駅・日進駅周辺）で、自転車・原動機付自転車を駐輪場以外に2時間放置すると撤去されるので注意を要する。

### 公共施設
- 愛知県愛知警察署
- 日進市役所
- 日進市市民会館
- 日進市スポーツセンター
- 日進市立梨の木小学校
- 日進市立南小学校
- 東郷町立高嶺小学校
- 日進市立南部保育園
- 日進市東山グラウンド
- にっしん子育て総合支援センター（栄4丁目）

### 医療機関
- 日進おりど病院
- アガペクリニック
- 川井小児科クリニック
- いせき内科クリニック
- かさしま耳鼻咽喉科クリニック
- 金山クリニック
- 日進胃腸科・外科
- 日進すずき整形外科
- 水野皮膚科

### 商業施設
- ららぽーと愛知東郷
- コープあいち コープ日進店
- フィール 日進店
- しまむら 日進店
- サンドラッグ 日進駅前店
- Vドラッグ 日進店

### 郵便局・金融機関
- 日進栄郵便局
- 三菱UFJ銀行 日進駅南・日進南（ATM）
- 三井住友銀行 日進駅出張所（ATM）[44]
- あいち銀行 名鉄日進駅（ATM）[45]
- 名古屋銀行 日進駅前（ATM）[46]

### その他
- トヨタ自動車 日進研修センター
- コパンスポーツクラブ・コパンアトレ日進
- ニッショー 日進支店

### バス路線
最寄停留所は、駅前の交通広場にある。

#### 路線バス
- 愛知教育大学前行、知立駅行（名鉄バス）
  - 南口に発着する。かつては前後駅や藤が丘・五色園・星ヶ丘・名鉄バスセンターなどへ行くバスも存在した。現在は隣の赤池駅から発着している。

#### 高速バス
- ドリームなごや号（JR東海バス）:東京駅 - 日進駅前 - 名古屋駅（新幹線口）[47]
  - 東京駅行きは乗車のみ、名古屋駅行きは降車のみ扱う。
  - 2009年（平成21年）10月1日からJR東海バスのドリームなごや号も停車するようになった。

#### コミュニティバス
日進市と東郷町による以下のコミュニティバスが乗り入れている。乗り場は名鉄バスとは異なり、北口である。
- くるりんばす（日進市）
- じゅんかい君（東郷町）

### レンタカー
- トヨタレンタカー日進駅前店

### カーシェアリング
- カリテコ名鉄協商パーキング 日進

## 隣の駅
名古屋鉄道
TT 豊田線
赤池駅（TT07） - 日進駅（TT06） - 米野木駅（TT05）